# Sarátov
Sarátov (en ruso: Саратов) es una importante ciudad rusa situada a unos 858 km al sureste de Moscú, sobre la ribera derecha del río Volga. Es el centro administrativo del óblast de Sarátov, con un importante puerto. Tiene una población de 836 900 habitantes (censo 2012). Además de habitantes de la etnia rusa, la ciudad cuenta con tártaros, ucranianos y residentes alemanes.

## Historia
Existen varias teorías sobre la fundación de la ciudad. Según una leyenda, Sarátov está situada en el lugar donde se encontraba la legendaria ciudad escita de Gelonus o la colonia griega más septentrional. Gelonus se menciona en el libro sexto de las Historias de Heródoto: según él, en 512 a. C. la ciudad fue incendiada por Darío I de Persia. Otras fuentes afirman que la ciudad anterior a Sarátov fue Ukek.
Durante el reinado del zar Teodoro I de Rusia se construyeron varios asentamientos militares para fortificar las fronteras del país. Durante el verano de 1586 se construyó la fortaleza de Tsaritsyn (más tarde Stalingrado, y actualmente Volgogrado) entre el Volga y el Don. Más tarde, en 1590, se construyó Sarátov entre Samara y Tsaritsyn.
El nombre Sarátov puede provenir de una derivación de las palabras turcas Saryk Atov, cuyo significado es isla de halcones.
Sarátov se convirtió en un importante puerto de pesca a partir de 1800, desarrollánse industrialmente. En 1870, llegó a Sarátov el ferrocarril Riazán-Uralsk. Tendrían que pasar 26 años para que, en 1896, se retomen los trabajos de construcción del ferrocarril desde la otra orilla del río Volga hacia el este. Durante los próximos 39 años funcionaría un servicio de ferro-barco para efectuar el cruce de los vagones del ferrocarril a través del Volga. Finalmente, en 1935 se inauguró el puente del ferrocarril de Sarátov. Durante la Segunda Guerra Mundial, Sarátov fue una parada obligada de la ruta del sur al norte del Volzhskaya rokada, transportando tropas, municiones y bienes esenciales para la defensa de Stalingrado.
Entre los monumentos principales de la ciudad – los edificios de la dirección del Ferrocarril de la región del Volga, La Catedral (1695) Sagradamente-Troitsky, el museo Radishchevsky (1885), el edificio del conservatorio (1902), el teatro de la ópera y el ballet.
Desde la era soviética hasta 1991, Sarátov fue una ciudad cerrada, fuera del alcance de todo extranjero. Situada en el río Volga, fue la principal ubicación de fabricación de aviones militares, hogar asimismo de Yuri Gagarin el primer ser humano en el espacio, y una parte vital del programa espacial soviético. Y de Román Abramóvich, multimillonario ruso del petróleo, actual presidente del Chelsea F.C. y exgobernador del distrito autónomo de Chukotka en Siberia.

### Comunidad alemana
Sarátov tuvo un rol prominente en la historia de los alemanes del Volga. Estos alemanes, que llegaron a la región respondiendo a la invitación expresa a poblar estas tierras que en 1763 les había hecho la zarina Catalina II "La Grande" de Rusia, tuvieron a esta ciudad como centro administrativo de la comunidad alemana establecida sobre el margen izquierdo del río Volga, en diferentes colonias agrícolas. En tanto, los alemanes que se radicaron en las tierras a la derecha del Volga, tuvieron como su centro administrativo a la ciudad de Samara. Catalina II, a través de sus dos edictos publicados en Alemania, les había prometido a los colonos que seguirían siendo alemanes, gozando de mucha autonomía, aunque se trasladaran a la región del Volga, y así lo hicieron. Allí, los alemanes continuaron con su idioma alemán, su propia educación, sus iglesias, sus publicaciones, etc.
Sin embargo, tras más de un siglo viviendo en esa región, las condiciones de vida de los alemanes comenzaron a cambiar. Catalina II ya no estaba con vida, y el gobierno comenzó a aplicar una agresiva política de rusificación, lo que hizo que a partir de 1878 algunos grupos de alemanes del Volga comenzaron a emigrar a Estados Unidos, Canadá, Brasil y Argentina. No obstante, lo peor ocurrió para los que se quedaron con la esperanza de que las condiciones mejorarían. Ya que estas nunca pararon de empeorar y el deterioro y las hostilidades no se detuvieron ni siquiera luego de que sufrieran la confiscación de todos sus bienes. Finalmente, en 1941, por orden de Stalin, todos los alemanes étnicos de Rusia fueron deportados a campos de concentración gulags de trabajos forzados ubicados en Siberia y otras áreas de Asia Central, lo que provocó un genocidio.
Luego de varias décadas, a algunos sobrevivientes se les permitió regresar a la zona, si bien todas las propiedades habían sido ocupadas por comunistas rusos. Más tarde, con la apertura de las fronteras tras el colapso de la Unión Soviética, varios sobrevivientes optaron por emigrar a Alemania. Se trata de población civil que sufrió torturas y otras experiencias muy traumáticas por décadas, a la que generalmente le han matado a todos sus familiares, que ha quedado desposeída por las confiscaciones masivas, y que nunca fue indemnizada por ninguno de los crímenes de lesa humanidad de los que ha sido víctima.
Actualmente, solo unos pocos recordatorios quedan del lugar que alguna vez fue prominente para los alemanes del Volga. La iglesia católica de San Clemente, que había sido levantada por los alemanes del Volga en la calle principal de Sarátov, en la entonces llamada "Calle Alemana" (en alemán: Deutsche Straße, en ruso: Nemetskaya Ulitsa) fue demolida hasta sus cimientos por orden del gobierno soviético (la religión estaba prohibida) y convertida en un cine (cine Pionner). En tanto, la antigua Calle Alemana, la calle pedestre de Sarátov, fue renombrada como Kirov Prospect en referencia al líder bolchevique Serguéi Kírov, nombre que aún conserva. La ciudad no tiene ningún monumento, calle, ni placa que recuerde a las víctimas del genocidio.

## Clima
| Parámetros climáticos promedio de Sarátov | Parámetros climáticos promedio de Sarátov | Parámetros climáticos promedio de Sarátov | Parámetros climáticos promedio de Sarátov | Parámetros climáticos promedio de Sarátov | Parámetros climáticos promedio de Sarátov | Parámetros climáticos promedio de Sarátov | Parámetros climáticos promedio de Sarátov | Parámetros climáticos promedio de Sarátov | Parámetros climáticos promedio de Sarátov | Parámetros climáticos promedio de Sarátov | Parámetros climáticos promedio de Sarátov | Parámetros climáticos promedio de Sarátov | Parámetros climáticos promedio de Sarátov |
| Mes                                       | Ene.                                      | Feb.                                      | Mar.                                      | Abr.                                      | May.                                      | Jun.                                      | Jul.                                      | Ago.                                      | Sep.                                      | Oct.                                      | Nov.                                      | Dic.                                      | Anual                                     |
| ----------------------------------------- | ----------------------------------------- | ----------------------------------------- | ----------------------------------------- | ----------------------------------------- | ----------------------------------------- | ----------------------------------------- | ----------------------------------------- | ----------------------------------------- | ----------------------------------------- | ----------------------------------------- | ----------------------------------------- | ----------------------------------------- | ----------------------------------------- |
| Temp. máx. abs. (°C)                      | 8.1                                       | 8.4                                       | 17.7                                      | 31.1                                      | 34.1                                      | 39.2                                      | 40.8                                      | 40.7                                      | 36.7                                      | 25.5                                      | 16.1                                      | 11.7                                      | 40.8                                      |
| Temp. máx. media (°C)                     | -6.5                                      | -5.6                                      | 0.3                                       | 13.3                                      | 21.9                                      | 25.7                                      | 27.8                                      | 26.2                                      | 19.7                                      | 10.4                                      | 2.0                                       | -3.5                                      | 11.0                                      |
| Temp. media (°C)                          | -9.8                                      | -9.1                                      | -3.0                                      | 8.5                                       | 16.3                                      | 20.3                                      | 22.5                                      | 20.8                                      | 14.8                                      | 6.6                                       | -0.5                                      | -6.3                                      | 6.8                                       |
| Temp. mín. media (°C)                     | -13.1                                     | -12.5                                     | -6.2                                      | 3.6                                       | 10.6                                      | 14.9                                      | 17.1                                      | 15.4                                      | 9.9                                       | 2.8                                       | -2.9                                      | -9.1                                      | 2.5                                       |
| Temp. mín. abs. (°C)                      | -37.3                                     | -34.8                                     | -26.8                                     | -17.8                                     | -3.8                                      | 2.1                                       | 6.4                                       | 4.3                                       | -2.9                                      | -12.6                                     | -23.8                                     | -33.4                                     | -37.3                                     |
| Precipitación total (mm)                  | 43                                        | 36                                        | 33                                        | 31                                        | 36                                        | 48                                        | 44                                        | 27                                        | 50                                        | 38                                        | 39                                        | 41                                        | 466                                       |
| Días de lluvias (≥ 1 mm)                  | 6                                         | 5                                         | 7                                         | 12                                        | 14                                        | 15                                        | 14                                        | 12                                        | 13                                        | 14                                        | 12                                        | 8                                         | 132                                       |
| Días de nevadas (≥ 1 mm)                  | 19                                        | 15                                        | 10                                        | 1                                         | 0                                         | 0                                         | 0                                         | 0                                         | 0                                         | 1                                         | 9                                         | 16                                        | 71                                        |
| Horas de sol                              | 57                                        | 81                                        | 141                                       | 219                                       | 278                                       | 310                                       | 320                                       | 273                                       | 152                                       | 115                                       | 60                                        | 50                                        | 2056                                      |
| Humedad relativa (%)                      | 84                                        | 81                                        | 78                                        | 64                                        | 55                                        | 59                                        | 59                                        | 59                                        | 64                                        | 74                                        | 84                                        | 84                                        | 70                                        |
| Fuente n.º 1: worldweather.wmo.int        |                                           |                                           |                                           |                                           |                                           |                                           |                                           |                                           |                                           |                                           |                                           |                                           |                                           |
| Fuente n.º 2: Pogoda.ru.net               |                                           |                                           |                                           |                                           |                                           |                                           |                                           |                                           |                                           |                                           |                                           |                                           |                                           |

## Mapas

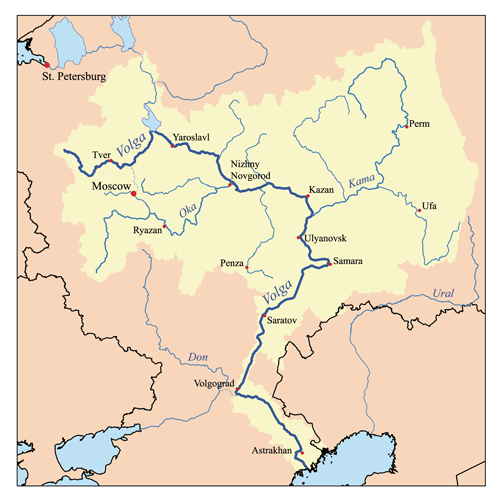
Sarátov en mapa del río Volga
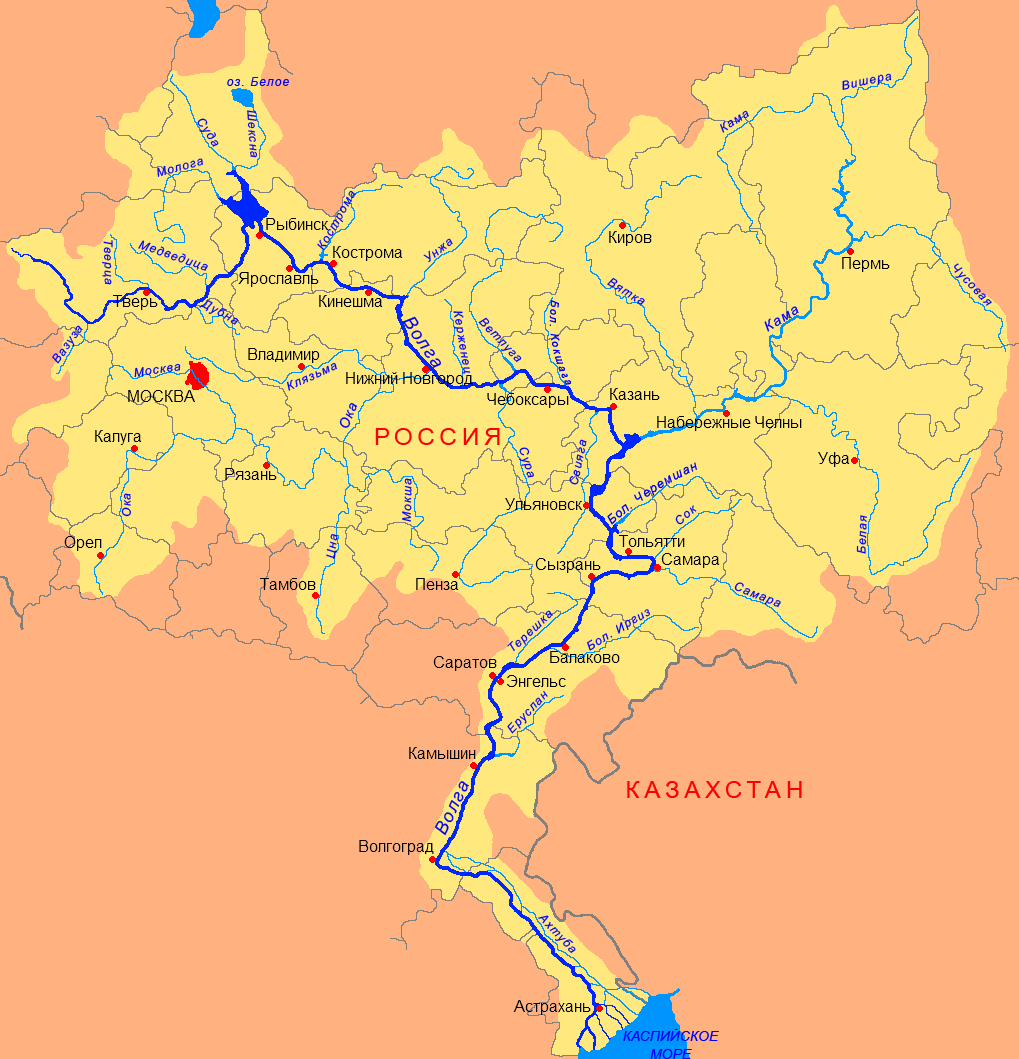
Sarátov (Сарáтов) en mapa ruso del Volga
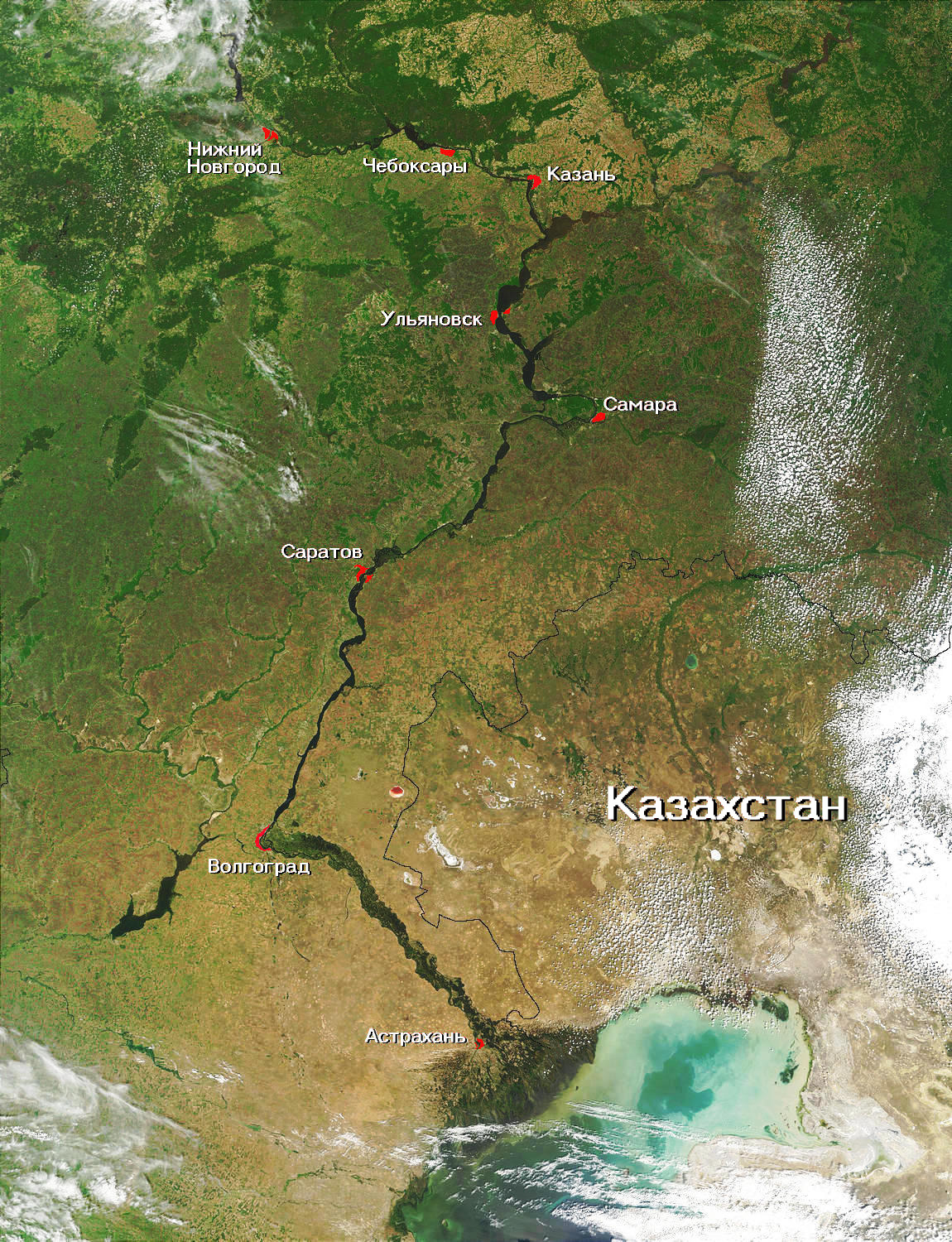
Sarátov (Сарáтов) en fot. satelital del Volga
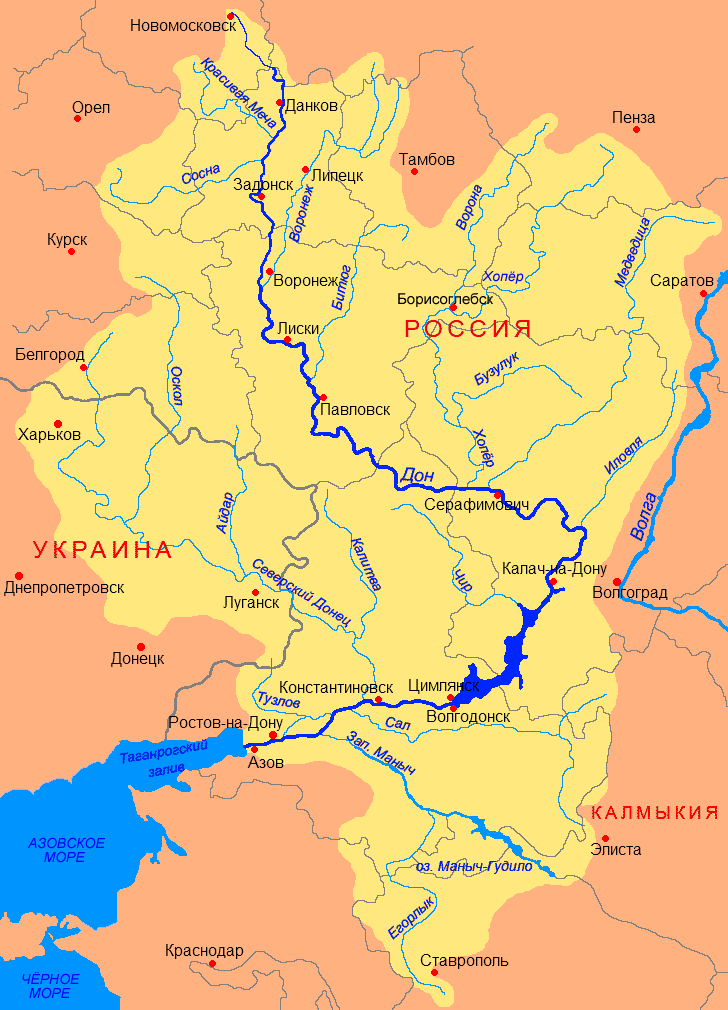
Sarátov (Сарáтов) (der.) en mapa del río Don

## Imágenes

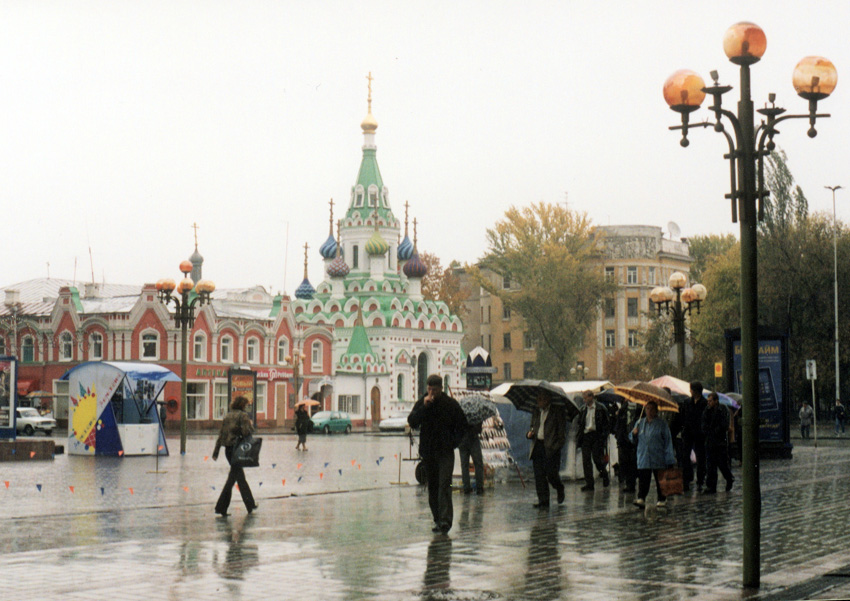
Iglesia ortodoxa de Sarátov
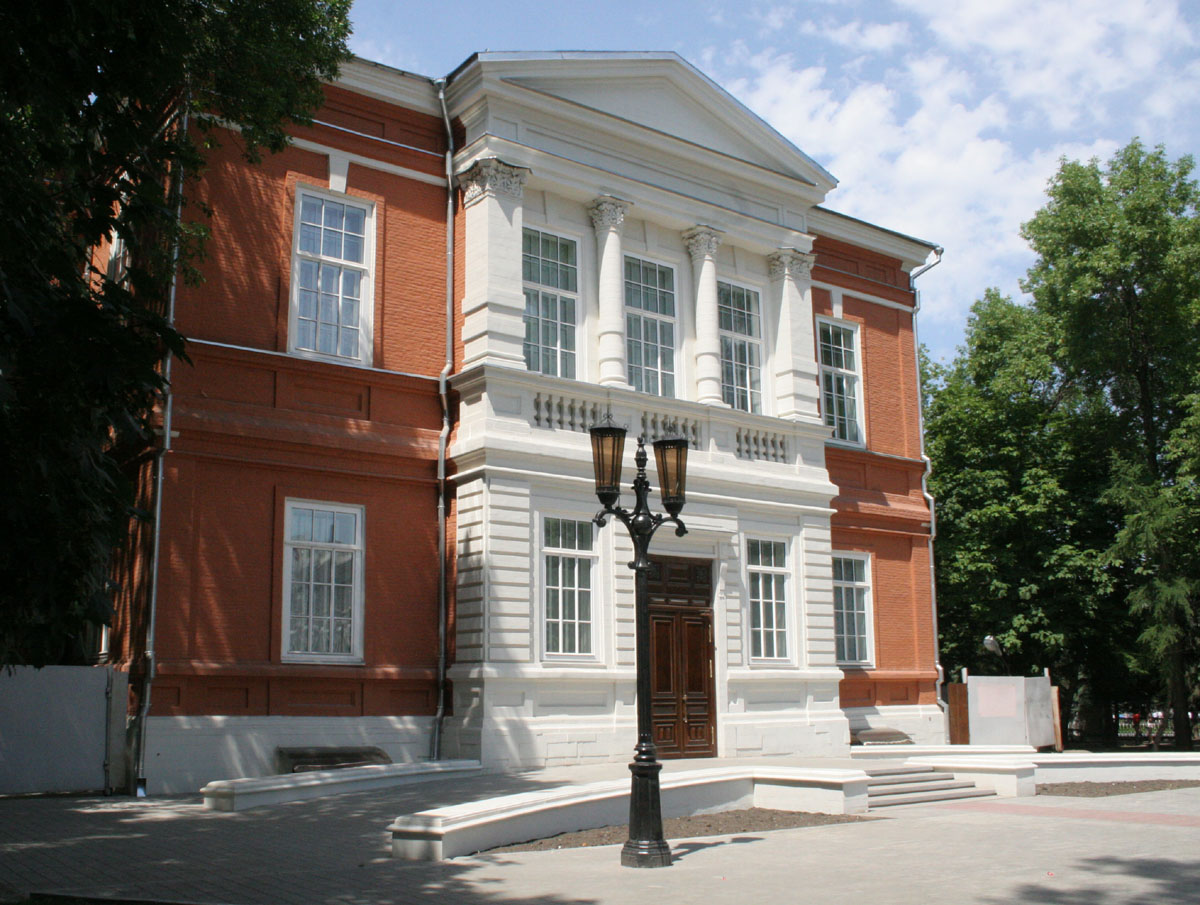
Museo Radishchev, Sarátov
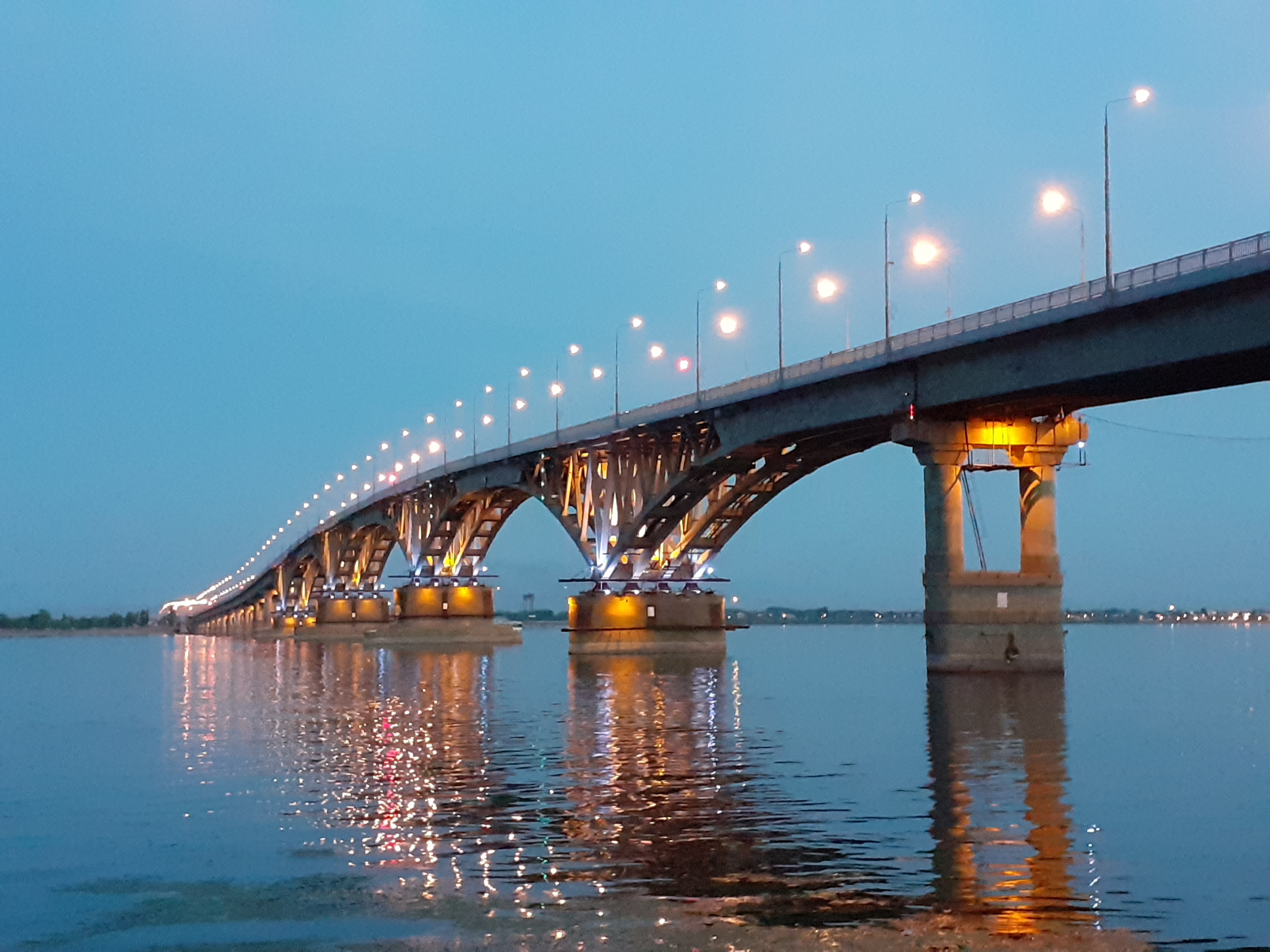
El puente Sarátov, sobre el Volga, es uno de los más largos de Europa

## Deportes
La ciudad es sede del club de fútbol FC Sokol Saratov, que hace de local en el Estadio Lokomotiv de Sarátov.

## Personas famosas de Sarátov
- Alekséi Rýkov
- Román Abramóvich
- Ekaterina Dénisova
- Anton Zaslavski (Zedd)
- Ilya G. Kaplan
- Mikhail Krasnov